# 奧德蘭
奧德蘭（Alderaan）的拼音很像畢宿五（Alderahan），是一個已經廢棄的名稱。在過去指的是兩對明亮的恆星：小犬座的南河三、南河二(Gomeisa)和雙子座的北河二(Castor)、北河三(Pollux)。這個名詞源自阿拉伯文的al-dhirā`ain الذراعين (意思是"兩隻前臂"、"兩隻前爪"或"量尺上的兩腕尺")。這個名詞最初只是"測量桿"的含意，但是母語不是阿拉伯語的天文學家將它譯成"兩隻前爪"，從字面上擴大了獅子座在天空中的領域，跨越了四分之一的天球，伸展出這一對前爪，創造了以獅子座為中心的星群。